# Agylla polysemata
Agylla polysemata là một loài bướm đêm thuộc phân họ Arctiinae, họ Erebidae.